# Ozbrojené síly

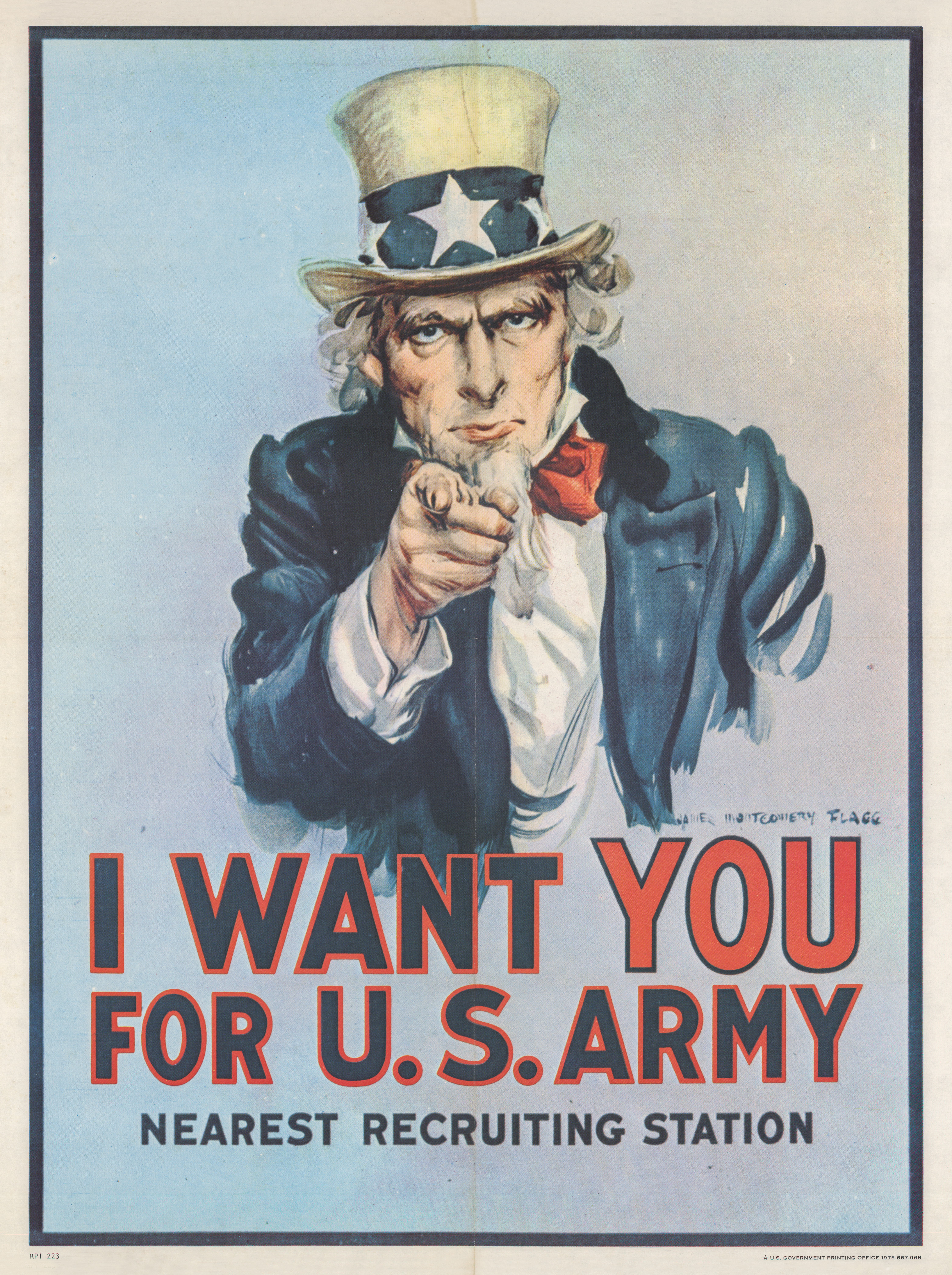
Slavný náborový plakát amerických ozbrojených sil během první světové války

Ozbrojené síly jsou soubor vojenských sil státu, jejichž součástí jsou ozbrojené jednotky, jejichž hlavním úkolem je obrana státu. V čele ozbrojených sil stojí vrchní velitel, kdy se může jednat o hlavu státu, ministra obrany nebo vysokého důstojníka (obvykle náčelník generálního štábu). Příslušníci ozbrojených sil jsou organizováni hierachicky dle vojenských hodností a jsou identifikovatelní pomocí vojenské uniformy.
Ozbrojené síly mohou být kvůli vysokým finančním nákladům a složitosti zbraní tvořeny čistě profesionálními vojáky z povolání (většina zemí světa včetně České republiky) nebo v kombinaci s vojáky povinné základní vojenské služby (např. Rusko, Ukrajina, Finsko).
Ozbrojené síly jsou ovlivňovány řadou historických, kulturních, geopolitických, ideologických a dalších faktorů. Na jejich bojeschopnost tak má vliv například technologická úroveň země (včetně zbraní), kvalita vzdělání vojáků, stupeň profesionalizace, dostupnost lidských zdrojů, geografické podmínky nebo sdílení stejných hodnot.

## Organizace ozbrojených sil

### Složky ozbrojených sil
Ozbrojené síly typicky disponují pozemním vojskem, tvořeným pěchotou obvykle s těžkou výzbrojí v podobě obrněných vozidel (včetně tanků) nebo dělostřelectva. Většina zemí provozuje rovněž vojenské letectvo tvořené letouny s pevným křídlem a vrtulníky. Státy s přístupem k moři obvykle disponují rovněž námořnictvem, tvořeným hladinovými válečnými loděmi, případně ponorkami. Jeho součástí může být i námořní letectvo. Samostatnou součástí ozbrojených sil pak mohou být pobřežní stráž či námořní pěchota. V případě Spojených států amerických jsou samostatnou složkou rovněž vesmírné síly, ovšem vojenské schopnosti ve vesmíru demonstrují i země jako Čína, Rusko nebo Indie. V některých případech (například Čína) mohou být součástí ozbrojených sil také paramilitární jednotky.
V době války může být povolána do zbraně také domobrana, tvořená obvykle dobrovolníky nebo záložníky s vojenským výcvikem. Její status je v různých zemích různý (existuje-li v nich vůbec). Někde je brána jako součást armády s určitou mírou samosprávy a jakási záloha, někde jako zcela samostatná organizace s vlastní strukturou a velením. Často je koncipována jako lokální obranná síla, směrovaná a cvičená k obraně především rodného kraje (města). Během ruské invaze na Ukrajinu byly na straně Ukrajiny masově nasazeny Síly územní obrany Ukrajiny, které hrály v úvodních týdnech důležitou roli například v bitvách o Kyjev, Černihiv, Sumy, Mariupol nebo Mykolajiv, později se podílely například na úspěšné charkovské protiofenzívě.

### Personál
Vojenský personál se řídí hierarchickou strukturou, kdy nejvýše postaveni jsou důstojníci, poddůstojníci a mužstvo. Zatímco seniorní důstojníci vydávají rozkazy na strategické úrovni, jejich podřízení je vykonávají.
Personál ozbrojených sil lze dělit dle příslušnosti k jednotlivým složkám – pěchota (pěšáci), námořníci, námořní pěchota (mariňáci), letci. Příslušníci ozbrojených sil jsou dále specializováni na dílčí úkoly. Na nižší úrovni a u podpůrných jednotek se může jednat například o střelce, minometčíky, kulometčíky, tankisty, dělostřelce nebo ženisty.
Ozbrojené síly tvoří bojové jednotky, podpůrné jednotky a nebojové jednotky (například zdravotnický personál a příslušníci logistické podpory).

#### Vojenský nábor
Moderní ozbrojené síly jsou tvořeny pouze vojáky z povolání nebo v kombinaci s vojáky povinné základní vojenské služby. Systém povinné vojenské služby se může dle míry dobrovolnosti rozdělovat na selektivně dobrovolný, kdy je ke službě vybráno pouze malé procento branců, loterijní, kdy je část branců vybrána losováním, a povinný, kdy mají povinnost sloužit všichni (obvykle však pouze muži). Výhodou konceptu povinné vojenské služby je tvorba rozsáhlých záloh, které je možné povolat do zbraně v době ohrožení, dle kritiků však vede k nízké morálce, disciplíně a bojeschopnosti vojáků. Udržování povinné vojenské služby je zároveň finančně a logisticky náročné.

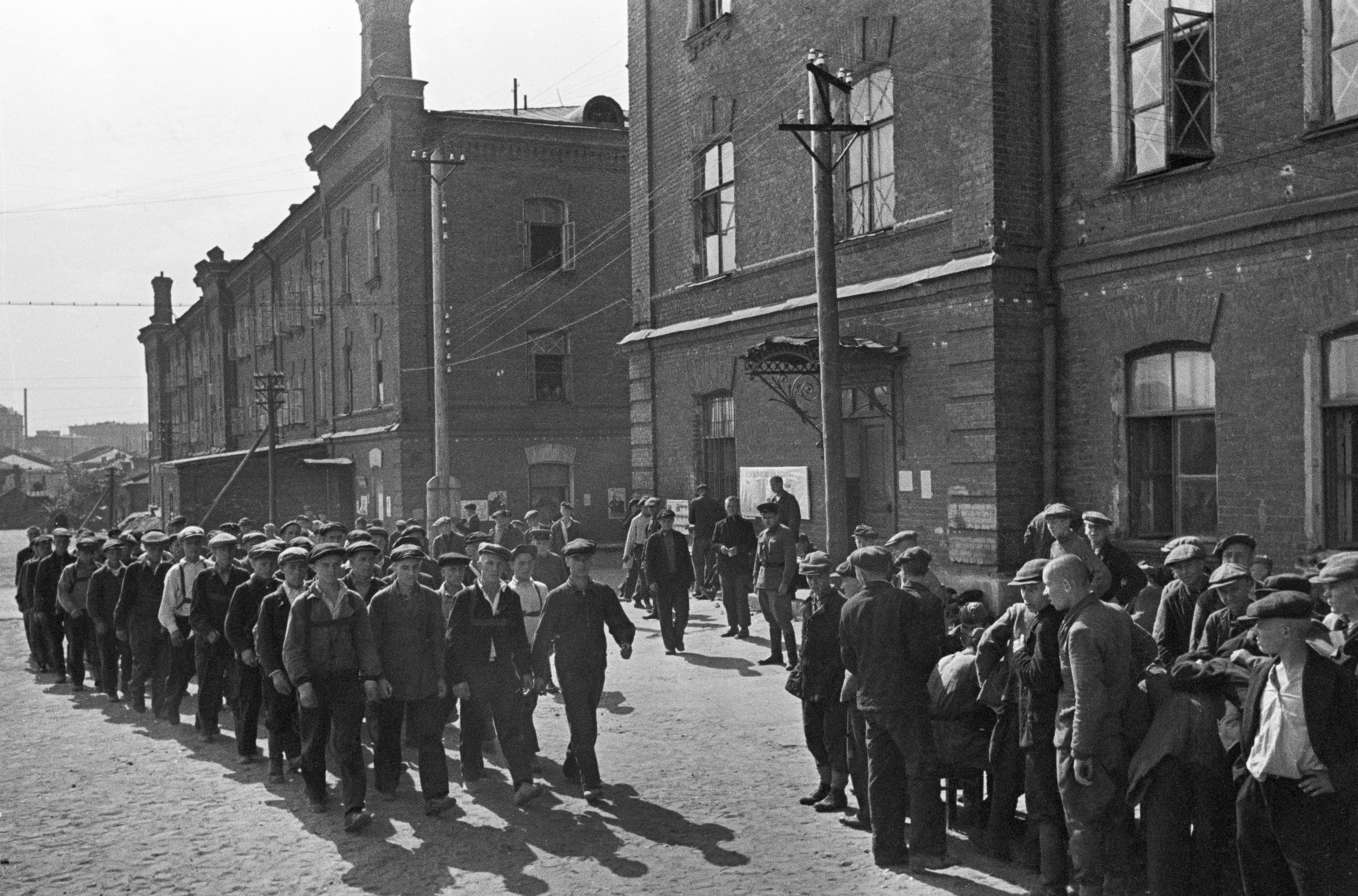
Sovětská mobilizace během druhé světové války

Například v Evropě bylo v roce 2025 celkem 17 zemí s povinnou vojenskou službou, z čehož čtyři země ji obnovily po roce 2014, řada dalších navíc o jejím obnovení uvažovala. V České republice, která povinnou základní vojenskou službu zrušila ke konci roku 2004, nadále platí všeobecná branná povinnost pro všechny občany ČR (muže i ženy) ve věku 18-60 let. Zhoršující se bezpečnostní situace zároveň vyvolala debatu o možném obnovení povinné vojenské služby.
Délka základní vojenské služby se po světě liší (typicky do 12 měsíců) a oproti minulosti se zkrátila. Odvodu podléhají většinou muži starší 18 let, ale existují i země, které rekrutují i vojáky mladší. Dle Dětského fondu Organizace spojených národů (UNICEF) bylo v letech 2005-2022 ve světě potvrzeno více než 105 tisíc dětských vojáků rekrutovaných státními i nestátními aktéry, reálně však mohlo být číslo mnohem vyšší. V březnu 2025 stejná organizace varovala před hrozbou naverbování až 375 tisíc dětí do místních milic.
Ženy podléhají základní vojenské službě pouze v menším počtu zemí. Patrně nejrozšířenější je služba žen v ozbrojených silách Izraele, kde zároveň dochází i k jejich bojovému nasazení.
V některých zemích může být služba v ozbrojených silách cestou k získání vyššího společenského postavení. Například v Rusku byli muži k podpisu smlouvy s Ministerstvem obrany během invaze na Ukrajinu motivováni zejména vysokým platem a jednorázovým bonusem.

#### Výcvik a vzdělávání

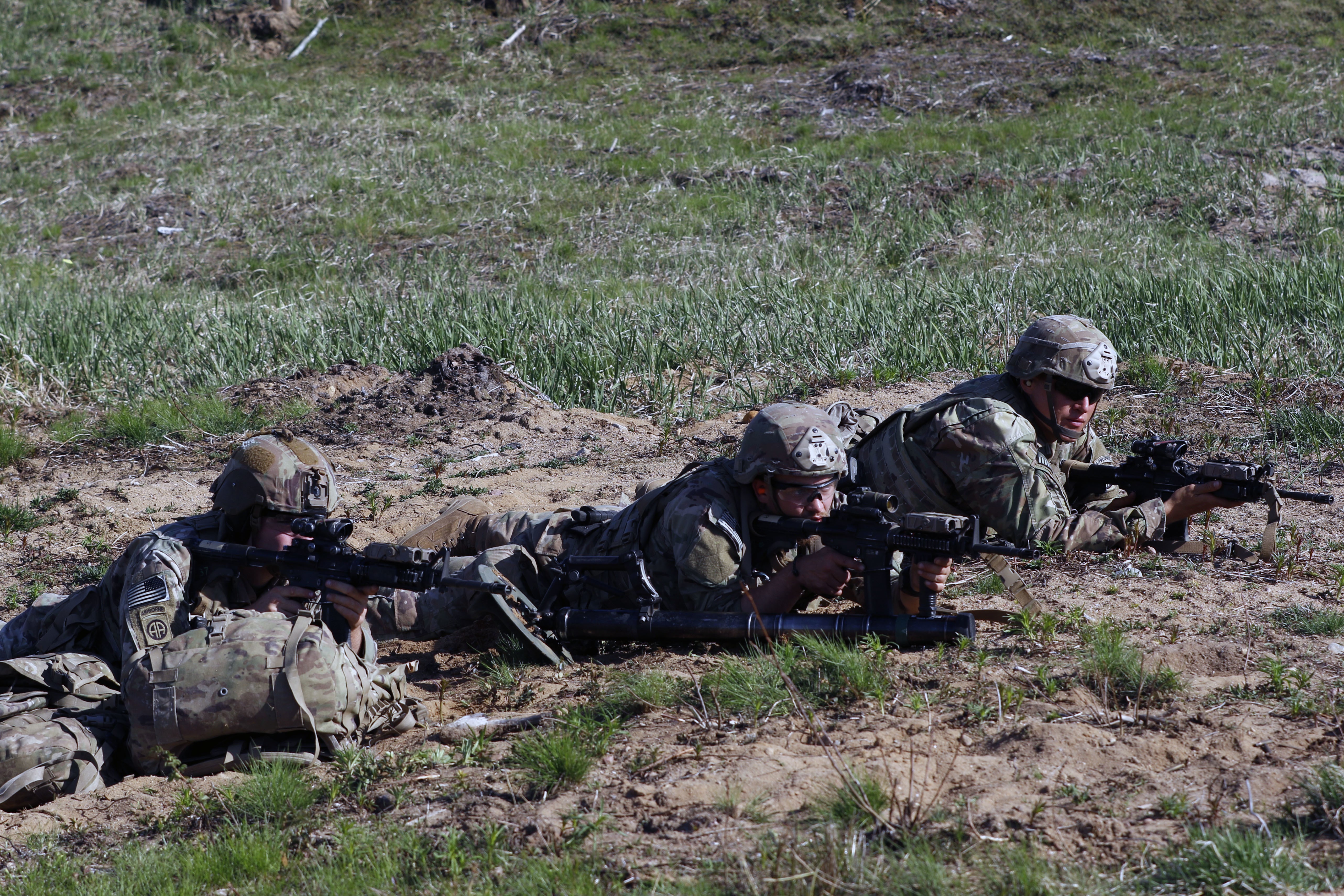
Američtí výsadkáři během cvičení NATO v Estonsku

Nově odvedení nebo naverbování vojáci nejprve absolvují tzv. základní vojenský výcvik, jehož délka a náplň se liší napříč světem. Například v USA trvá od 7,5 do 13 týdnů, v České republice 6 týdnů. Následuje rozšiřující výcvik, během nějž probíhá specializace. V době míru se vojenští profesionálové i vojáci základní vojenské služby věnují zejména výcviku a údržbě. Pravidelně se účastní i nepřetržitých cvičení, která mohou být i mezinárodní. Pravidelně se mezinárodních cvičení zúčastní členové Severoatlantické aliance, ale i Rusko se svými spojenci v rámci cvičení Zapad (v Bělorusku či na západě Ruska) nebo Vostok (dálný Východ).

## Ozbrojené síly a společnost

### Ozbrojené síly jako instituce
Ozbrojené síly jsou silovou složkou státu a společně například s policií mají tzv. monopol na legitimní násilí, což je dle Webera jedna z hlavních charakteristik moderního státu. Zejména u demokratických států je jejich úloha podrobena civilní kontrole, která by měla zajistit, aby se armáda podřizovala společenským cílům společnosti (a sama je neurčovala), výcvik i bojové operace byly podřízeny zájmům společnosti, byla nedílnou součástí dané společnosti, fungovala efektivně a zároveň byla ochráněna před nekvalifikovaným civilním vměšováním a zneužitím k mimostátním, neústavním a parciálním zájmům.
Součástí civilní kontroly nad ozbrojenými silami je i delegace rozhodnutí o případném využití zbraní hromadného ničení na vrcholné politické představitele státu.
Ozbrojené síly mají zejména v méně stabilních zemích schopnost zbavit se politického vedení a převzít moc; v historii existuje mnoho úspěšných i neúspěšných vojenských převratů.

### Sociální struktura ozbrojených sil
V historii byly ozbrojené síly nebo jejich důstojnický sbor po dlouhou dobu tvořeny pouze privilegovanými skupinami obyvatelstva. Ve středověku měla v Evropě vojenskou povinnost zejména šlechta (často jako rytíři), od 18. století byly naopak verbovány převážně chudší vrstvy společnosti - tzv. špatní hospodáři, přebyteční řemeslníci, tuláci apod.
Přestože vznik povinné vojenské služby je připisován období Velké francouzské revoluce, která oživila koncepci vojáka-občana z antiky, v řadě společností měl sociální původ významný vliv i mnohem později. Například po druhé světové válce byly na principu marxistického pojetí společenských tříd tvořeny "lidové" armády zemí Varšavské smlouvy, kde měli mít rozhodující podíl dělníci a rolníci, zatímco tzv. "polilticky nespolehlivé osoby", často na základě jejich sociálního původu, sloužily v nebojových pracovních útvarech jako například PTP v Československé armádě.
Během ruské invaze na Ukrajinu od roku 2022 se služba v ruských ozbrojených silách stala jednou z nejsnazších možností k ekonomickému a společenskému vzestupu rekrutů a jejich rodin, což vedlo k výraznému zastoupení etnických menšin z chudších ruských regionů na válečném úsilí, zejména Burjatů.

## Finacování
Ozbrojené síly jsou jako jedna z nejdůležitějších složek státu obvykle financovány přímo ze státního rozpočtu. Výdaje na obranu se napříč zeměmi mohou významně lišit a jejich výše závisí zejména na míře militarizace země a míře ohrožení; nejvyšších hodnot obvykle dosahují během válečného stavu.
V roce 2024 bylo na obranu bylo na obranu celosvětově vynaloženo zhruba 2,46 bilionu dolarů, o rok dříve 2,23 bilionu dolarů. Podíl obranných výdajů na HDP vzrostl z 1,8 % v roce 2023 na 1,94 % v roce 2024. Zdaleka nejvyšším obranným rozpočtem disponovaly Spojené státy americké, které v roce 2024 vydaly 968 miliard $ (39,4 % všech světových výdajů), Čína utratila 235 miliard $ a Rusko 145,9 miliard $.
Nejvyšší podíl HDP vydávala Ukrajina s 15,4 %, druhé Alžírsko 8,2 % a třetí Rusko 6,7 %. Země sdružené v Severoatlantické alianci se v roce 2014 zavázaly vydávat na obranu minimálně 2 % svého HDP, což v roce 2024 plnilo 23 ze 31 členských států. Nejvyšší podíl HDP ze zemí NATO na obranu vydávalo v roce 2024 se 4,12 % Polsko, naopak nejméně s 1,28 % Španělsko. V roce 2014 přitom řada zemí včetně České republiky nevydávala na obranu ani 1 % HDP.

## Ozbrojené síly ve světě

### Spojené státy americké
Ozbrojené síly Spojených států amerických jsou dlouhodobě považovány za nejsilnější ozbrojené síly na světě. Jsou tvořeny šesti samostanými složkami, mezi něž patří armáda, letectvo, námořnictvo, námořní pěchota, pobřežní stráž a vesmírné síly. Kromě nejvyššího vojenského rozpočtu na světě USA disponují nejsilnějším námořnictvem a letectvem, zároveň si udržují technologický náskok nad svými protivníky a díky rozsáhlé síti vojenských základen jsou schopné vojensky zasáhnout prakticky kdekoli ve světě.

### Čína
Čína v posledních letech výrazně modernizovala své ozbrojené síly, které jsou složeny z Čínské lidové osvobozenecké armády (ČLOA), ozbrojené policie a milicí. Země disponuje druhým nejvyšším vojenským rozpočtem a ČLOA je jako hlavní složka tvořena největšími pozemními silami na světě, druhým největším námořnictvem a letectvem, zároveň však postrádá bojové zkušenosti z nedávné minulosti.

### Rusko
Ruské ozbrojené síly se skládají z pozemních sil, vzdušně-kosmických sil (vojenské letectvo, protivzdušná a raketová obrana a kosmické síly) a námořnictva, dále však jsou samostatnou složkou strategické raketové síly (jaderné síly), vzdušně-výsadková vojska a síly speciálních operací. Ruské ozbrojené síly se od roku 2022 účastní invaze na Ukrajinu, díky čemuž získaly rozsáhlé zkušenosti, zároveň však nedokázaly využít kvantitativní převahy a utrpěly rozsáhlé ztráty, na počátku roku 2025 již přesahující 20 tisíc kusů těžké techniky a dle západních odhadů již na podzim 2024 zhruba 115 tisíc zabitých a 500 tisíc zraněných vojáků.

## Ozbrojené síly České republiky
Ozbrojené síly České republiky se skládají z Armády ČR, Vojenské kanceláře prezidenta republiky a Hradní stráže. Vrchním velitelem je úřadující prezident České republiky. Ozbrojené síly ČR podléhají civilnímu řízení dle zákona č. 219/1999 Sb., které se dělí mezi prezidenta, vládu ČR a Ministerstvo obrany. Jejch základním úkolem "je připravovat se k obraně České republiky a bránit ji proti vnějšímu napadení."